# Stig Tarras-Wahlberg
Stig Bosson (B:son) Tarras-Wahlberg, född 8 oktober 1896 i Svea artilleriregementes församling, Stockholms stad, död 26 januari 1960 i Gustavi församling, Göteborgs och Bohus län, var en svensk militär (överste).

## Biografi
Tarras-Wahlberg avlade studentexamen i Stockholm 1915 och blev fänrik vid Svea artilleriregemente (A 1) 1918. Tarras-Wahlberg blev kapten vid generalstaben 1930 och vid Bodens artilleriregemente (A 8) 1936. Han blev major vid generalstabskåren 1938, överstelöjtnant där 1941, överstelöjtnant vid Norrbottens artillerikår (A 5) 1942 och överste 1943.
Han var utsänd som svensk militär observatör vid polska krigshögskolan 1938, vid tyska armén 1939 och var förste lärare vid Artilleri- och ingenjörhögskolan 1938-1942. Tarras-Wahlberg var chef för Norrbottens artillerikår (A 5) 1943-1946 och för Göta artilleriregemente (A 2) 1946-1957. Han var även sekreterare i hemvärnskommissionen 1940, ledamot av centralkommissionen för fältsport från 1940, ordförande från 1946, måldomare i Norrbottens travsällskap 1944-1946 och styrelseledamot i Svenska målsmansförbundet från 1945.
Tarras-Wahlberg var son till översten Bo Tarras-Wahlberg och Astrid Knorring Roth. Han gifte sig 1923 med Wanda Zahle (född 1902), dotter till danske envoyén Herluf Zahle och Lillan Hauge. Han hade tre döttrar, Barbro (född 1925), Helen (född 1929) och Ulla (född 1931). Tarras-Wahlberg avled 1960 och gravsattes på Kvibergs kyrkogård i Göteborg.

## Utmärkelser
Tarras-Wahlbergs utmärkelser:
- Kommendör av 2. klass av Svärdsorden (KSO2kl)
- Riddare av Vasaorden (RVO)
- Arméns skyttemedalj (Arméns skytteM)
- Svenska pistolskytteförbundets förtjänstmedalj (Sv. pist:sk:förb. fjtM)
- Kommendör av 1. klass av Svärdsorden, 1950[6]